# سوسن شندي
سوسن سعيد شندي (1-12-1956)، قاضي المحكمة العليا – رئيس إدارة المكتب الفني والبحث العلمي بالسلطة القضائية السودانية، المراحل التعليمية الراهبات امدرمان – الابتدائي والثانوي , جامعة القاهرة – الخرطوم . عملت بالمحاكم المختلفة من حيث الاختصاص القيمي والنوعي منذ الالتحاق بالسلطة القضائية في وظيفة مساعد قضائي متدرجاً في السلم الوظيفي إلى قاضي من الدرجة الثالثة 1981 1983 , ثم قاضي الدرجــة الثانية 1983م , وقاضي بمحكمة الاستئناف 1995إلى أن تمت ترقيتها إلى قاضي بالمحكمة العليا 2010م

## المؤهلات العلمية
حصلت على شهادة ليسانس حقوق في جامعة القاهرة فرع الخرطوم عام 1979م، ثم الدبلوم العالي في القانون العام – جامعة الخرطوم 1997م ثم حصلت علي ماجستير القانون - جامعة الخرطوم عام 2002م.
وعلى شهادة الدكتوراه في الجرائم التجارية – جامعة النيلين – 2009م كما تشارك في التدريس بجامعة الخرطوم والمعهــد القضائي.

## المؤلفات العلمية والدراسات والبحوث
1. مسؤوليات المنتج – جامعة الخرطوم لسنة 1996م .
2. انتهاك حق المؤلف والمسؤولية القانونية – جامعة الخرطوم لسنة 1996م .[2]
3. قوانين حماية المستهلك لمسؤوليات المنتج والتي قدمت في عدد من السمنارات عام 1997م .
4. المسؤولية الجنائية ( للشركة ) لسنة 1997م .
5. حماية حق المؤلف والحقوق المجاورة والعلامة التجارية في السودان .
6. قانون الطفل لسنة 2004م . قانون الطفل لسنة 2010م .
7. قانون الإفلاس لسنة 1929م .
8. جرائم الغش التجاري .[3]
9. القانون الإداري لسنة 2005م .
10. قانون الإجراءات المدنية لسنة 1983م دعوى الإلغاء الطعن والتنفيذ .

## المشاركة في المؤتمرات المحلية والدولية
1. السمنار الدولي عن حق المؤلف – الخرطوم 1995م
2. سمنار المنظمة الدولية للملكية الفكرية حول تعديل قانون حق المؤلف لسنة 1974م– الخرطوم 1995م
3. السمنار الدولي في تحسين إنتاج الحبوب نظمته هيئة المواصفات والمقاييس السودانية .
4. سمنار في قانون الاستثمار لسنة 2000م .
5. عضو لجنة مسؤولية المنتج .
6. مثلت قضاء السودان في اللجنة الوطنية للملكية الفكرية كوسيلة قوية للنمو الاقتصادي الخرطوم /16 – 17 أغسطس /2004م
7. عضو اللجنة الوطنية للملكية الفكرية والتي تم تأسيسها بتوصية من المنظمة العالمية للملكية الفكرية .
8. عضو بلجنة وزارة المالية لفحص ترتيبات استخدام الآليات لفحص بروميد البوتاسيوم في الخبز وتم تفويضها من اللجنة لصياغة قانون يمنع استخدام المادة في الخبز والمنتجات الأخرى ذات الصلة .
9. مثلت السلطة القضائية في المركز القضائي والقانوني العربي في لبنان في كثير من الدورات في مختلف المواضيع القانونية والقضائية .
10. قدمت العديد من الأوراق العلمية في ندوات لحماية المستهلك .
11. قدمت محاضرة في المعهد القضائي – الجزائر – عن قوانين الملكية الفكرية في السودان أبريل 2004م .
12. قدمت محاضرات للمساعدين القضائيين عن قوانين الملكية الفكري في السودان .
13. قدمت ورقة عمل في مركز دراسات المستقبل عن وضع المستهلك في الوقت الراهن والتقليد والقرصنة على حقوق الملكية الفكرية .
14. دعوة الاتحاد العربي لحماية المستهلك لسمنار في الخرطوم عن حالة المستهلك في ضوء المتغيرات الدولية .
15. عضو الخرطوم عاصمة الثقافة العربية لسنة 2005م .
16. مثلت قضاء السودان في دورة تدريبية في هولندا لدى محكمة الجنايات الدولية عن ميثاق روما 2007م
17. مثلت القضائية في مؤتمر دور القضاء في حماية البيئة أغسطس 2008م .
18. ساهمت في إصدار القواعد والتشريعات المتعلقة بحماية المستهلك من أعمال الغش .
19. عضو اللجنة المشكلة من مجلس الوزراء لمحاربة الخدمات والبضائع غير المطابقة للمواصفات .
20. عضو اللجنة الفنية لمؤتمر رؤساء القضاء في تطبيق قوانين الملكية الفكرية الخرطوم أبريل 2008م والذي شاركت فيه أكثر من خمسة وثلاثين دولة .